# 南箱根ダイヤランド
南箱根ダイヤランド（みなみはこねダイヤランド）とは静岡県田方郡函南町にある温泉付き別荘地である。

## 概要
函南町の東方、玄岳の西側山麓、丹那盆地・静岡県道11号熱海函南線（熱函道路）の南方、ゴルフ場「富士箱根カントリークラブ（伊豆の国市）」の北方に位置する、231万平米の敷地に造成されている。基本的に南東ほど高く、北西ほど低くなっており、敷地内の道路の多くはなだらかな坂になっている。南西には「伊豆エメラルドタウン」、南東には「小松ケ原別荘地」という別の別荘地が広がっている。
1970年（昭和45年）頃から開発が始まり、2019年現在で総区画約4150区画、総棟数約2600棟、定住世帯約1000世帯、定住人口約1700人となっている。敷地内には第2-第5の4つの温泉源泉があり、各別荘へと供給されている。管理運営は南箱根ダイヤランド株式会社およびパスコ不動産販売株式会社。
その規模ゆえ1982年（昭和57年）10月には函南町内の行政地区「ダイヤランド区」として承認される。地区内のコミュニティ活動も活発であり、様々なイベントも行われる他、町議会議員も輩出している。

## 主な施設
サービスセンター（管理センター）周辺
- サービスセンター（管理センター、24時間 年中無休）
- ダイヤランドホール
- レストラン森の里（11:00-21:00、火曜定休）
- セブンイレブン南箱根ダイヤランド店（7:00-21:00、年中無休）
- テニスコート
- プール

警備室
- 第1警備室 - 北方、サービスセンターの北（県道11号方面）。バス停あり。
- 第2警備室 - 南方、「富士箱根カントリークラブ」西脇（「富士見パークウェイ」方面）。
- 第3警備室 - 西方、畑毛温泉方面。
- 第4警備室 - 北方、「丹那テニスクラブ」西脇（県道11号方面）。
- 第5警備室 - 西方、「富士箱根カントリークラブ」北西脇（「伊豆エメラルドタウン」方面）。

公園
- 公園 - サービスセンター北東にある小規模広場。バス停「公園前」あり。
- 梅公園・ドッグラン - サービスセンター北西。バス停「梅公園前」あり。
- 桜公園 - サービスセンター南東。北西脇に人工池あり。
- 野鳥公園（第1・第2） - サービスセンター南方・南西。

その他
- モニュメント - サービスセンター北方、「第1警備室」手前の別荘地入り口にある。バス停「モニュメント前」あり。
- 丹那テニスクラブ・丹那ゴルフクラブ（ショートコース） - バス停「セントラル病院前」あり。
- 伊豆平和病院（旧・伊豆函南セントラル病院） - 透析・リハビリ。バス停「セントラル病院前」あり。
- ホテルアレキサンダー ロイヤルリゾートハコネ（旧・岡本ホテル） - バス停「ホテル前」あり。
- ベラヴィスタ南箱根 - リゾートマンション。バス停「高原」あり。
  - カフェダイニング宏 - カフェ・レストラン。

## イベント
- ダイヤランド文化展 - 正月。
- 初釜（茶会） - 年初。
- 餅つき大会（サービスセンター前駐車場） - 1月第2日曜日。
- 雛のつるし飾り展（森の里エントランス） - 2-3月。
- 端午のつるし飾り展（森の里エントランス） - 4-5月。
- うちわ展（森の里エントランス） - 8月。
- ダイヤランド夏祭り（サービスセンター前駐車場） - 8月12日。
- フリーマーケット（ダイヤランドホール屋上） - 春・秋（年2回）。

## 交通・アクセス
サービスセンター北方の「第1警備室」脇の道から県道11号の交差点（バス停「新山」所在地）へと出入りするのが基本となる。
東海バスが別荘地とJR東海道本線函南駅・函南町市街地・伊豆箱根鉄道駿豆線大場駅を結ぶシャトルバスを運行している。シャトルバスは「サービスセンター前」を拠点に別荘地内の32箇所のバス停の循環と、函南駅、函南町市街地・大場駅方面との間の往復を繰り返す。2015年10月改正時点では函南駅から別荘地方面へは3便、別荘地内から函南駅方面へは4便が設定されている。